# Aleksiejewka (rejon gorkowski)
Aleksiejewka (ros. Алексеевка) – wieś (dieriewnia) w Rosji, w obwodzie omskim, w rejonie gorkowskim. W 2010 liczyła 313 mieszkańców.